# ويكيبيديا الويلزية
ويكيبيديا الويلزية (الويلزية:Wicipedia Cymraeg) هي النسخة الويلزية من ويكيبيديا. تأسست في 2003 م.من سياسات الويكيبيديا الويلزية أنها لا تسمح بمقالات مترجمة عن الويكيبيديا الإنجليزية.
وهي الموسوعة الويلزية الوحيدة وتبلغ متوسط عدد زياراتها 2.7 مليون زيارة شهريًا، مما يجعلها الموقع الويلزي الأكثر شعبية. لذلك، لها مكانة مهمة في ثقافة الإنترنت الويلزية.

## الإحصائيات
| عدد المستخدمين المسجلين | عدد المستخدمين النشيطين | عدد المقالات | صفحات المحتوى | عدد التعديلات | عدد الملفات المرفوعة | عدد الإداريين |
| ----------------------- | ----------------------- | ------------ | ------------- | ------------- | -------------------- | ------------- |
| 97٬586                  | 113                     | 282٬085      | 520٬430       | 13٬672٬992    | 11٬675               | 11            |